# مقاطعة فيرفاكس (فيرجينيا)
 مقاطعة فيرفاكس  (بالإنجليزية:  Fairfax County)‏ هي إحدى المقاطعات في ولاية فيرجينيا في الولايات المتحدة الأمريكية.

## أعلام
- باتريك نيس
- إدوارد دانيلز
- إيان كالدويل
- سابرينا هارمان
- جورج واشنطن كاستيس لي
- توماس بوسي
- فينس فوستر
- روي بوكانان
- جورج ماسون
- هربرت هاريس

## تعليم
- مدارس مقاطعة فرفاكس الحكومية